# 伊朗阿塞曼航空3704号班机空难

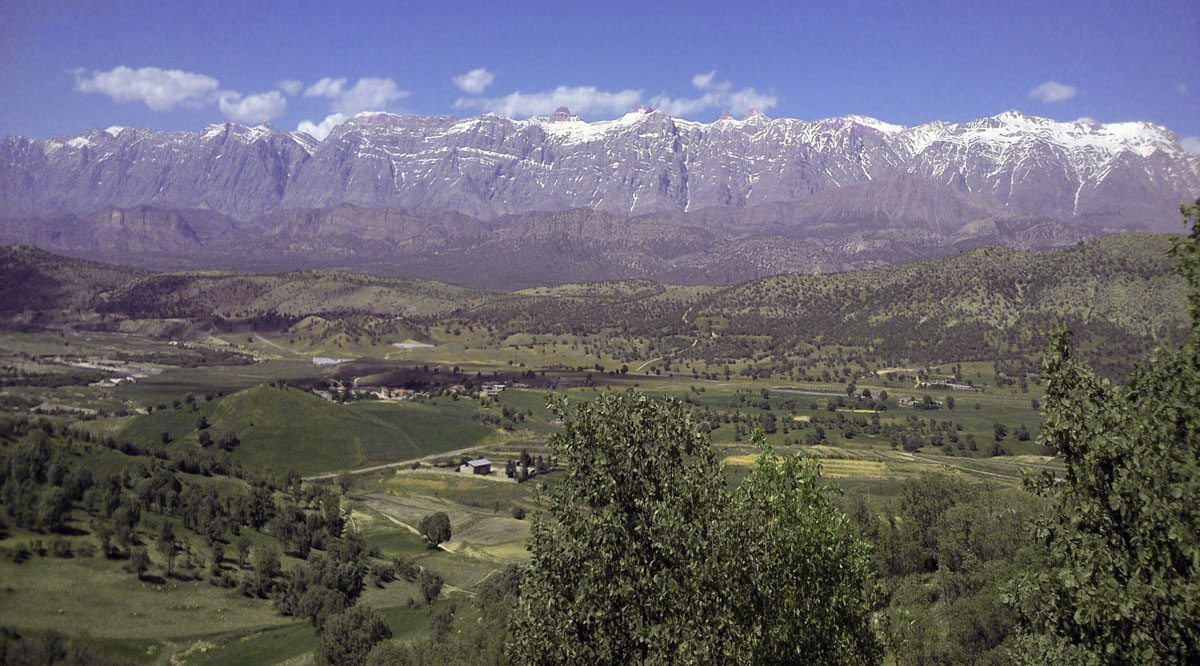
德纳山的海拔高度4409 m

伊朗阿塞曼航空3704号班机空难（航班号：EP3704/IRC3704；波斯語：‎）是发生于当地时间2018年2月18日的一起空难，飞机坠毁于伊朗南部的山区。这趟航班是由伊朗阿塞曼航空执行的一趟从德黑兰飞往西南部城市亚苏季的国内定期航班。是次飞行由ATR 72-212（航机注册编号：EP-ATS，生产序列号：391）执行。机上载有59名乘客、2名机师、2名乘务员和2名安全人员，航空公司方面称，机上人员已全数遇难。

## 航机和机师
事故飞机ATR 72-212是一种双涡轮螺旋桨引擎的客机，经常被用作短途地区性航线飞行。涉事客机首飞于1993年10月26日，机龄24年零4月，装有两台普拉特·惠特尼加拿大公司的PW127引擎。
航空公司称，该飞机的驾驶员Hojatollah Fooled非常有经验，2013年他曾经成功处理一次相似机型的引擎故障：航班从亚苏季飞往德黑兰，当时执行航班的ATR-72飞机的二号引擎失效，该驾驶员成功操纵飞机返回亚苏季机场降落。

## 事故经过
据伊朗伊斯兰共和国通讯社，由于天气不佳，事发当天有若干航班计划被打乱。事故航班于当地时间7:55起飞，航空公司通过其Instagram账号称，航程50分钟时飞机失联。飞机坠毁在距离塞米罗姆镇约120公里的Kohangan村，飞机撞击德纳山坠毁。
根据使用多点定位追踪航班信号的Flightradar24公司发布的数据表示，他们最后一次接受的失事飞机的信号是在UTC时间的05:55，当时该飞机正在16,975英尺处开始急速下降。
亚苏季机场的进场程序是使用归航台（英語：Non-Directional Beacon, NDB）盘旋进近，飞往NDB导航台时方圆25海里内的最低安全高度在11,500英尺-15,500英尺间不等。抵达前飞机需要飞越德纳山，山脉绵延约有80公里，最高海拔4,409（14,465英尺）。

## 搜救和调查
据伊朗国营伊朗伊斯兰共和国通讯社消息，事故发生后，伊朗最高领导人哈梅内伊和总统鲁哈尼对遇难者及其家属表示哀悼，并要求不遗余力地进行搜救。航空公司公关主管对伊朗半官方的伊朗学生通讯社表示，在残骸找到之前不能断定机上无人生还。目前已经派遣了20个搜救队伍前往事故现场，早先一架直升机由于天气太差被迫返航。CNN记者称，坠毁地点是白雪覆盖的山区，像美国的落基山脉和欧洲的阿尔卑斯山那样，救援工作完全取决于天气如何。

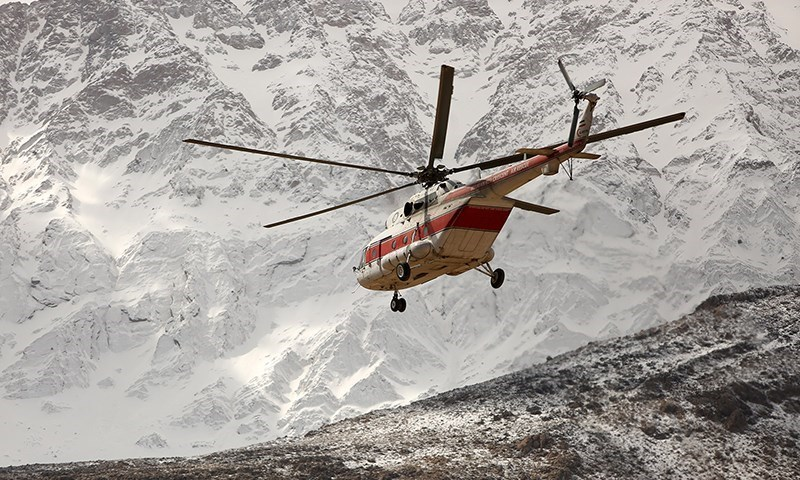
伊朗紅新月會的直升机正在事故现场进行搜救

在2月20日，伊朗伊斯蘭革命衛隊的直升機和無人機在Noqol以南的山脈30米，海拔約4,000（13,000英尺）的峽谷下發現了3704號航班。